# Know Hope
Know Hope — третий альбом американской пост-хардкор-группы The Color Morale. Альбом вышел 20 марта 2013 года на лейбле Rise Records.

## Об альбоме
К середине 2012 года группа находилась в процессе написания третьего альбома, который планировала выпустить либо в 2012 либо в 2013 году. Группа написала 22 композиции, 12 из которых вошли в альбом. Запись альбома проходила в период октябрь-декабрь 2012 года.

## Список композиций
Слова и музыка всех песен — The Color Morale, кроме отмеченных.
| №                   | Название                                   | Автор(ы)                         | Длительность |
| ------------------- | ------------------------------------------ | -------------------------------- | ------------ |
| 1.                  | «Burn Victims»                             |                                  | 3:39         |
| 2.                  | «Smoke and Mirrors»                        | The Color Morale, Рэймон Мендоза | 3:41         |
| 3.                  | «Learned Behavior» (feat. Kailey Saunders) | The Color Morale, Джошуа Мур     | 3:57         |
| 4.                  | «Living Breathing Something»               | The Color Morale, Рэймон Мендоза | 3:06         |
| 5.                  | «Strange Comfort»                          | The Color Morale, Джошуа Мур     | 3:53         |
| 6.                  | «In Light In Me»                           |                                  | 3:42         |
| 7.                  | «Silver Lining»                            |                                  | 2:59         |
| 8.                  | «Steadfast»                                |                                  | 4:54         |
| 9.                  | «Hole Hearted»                             |                                  | 3:37         |
| 10.                 | «Saviorself»                               |                                  | 5:05         |
| 11.                 | «Have.Will»                                | The Color Morale, Рэймон Мендоза | 4:17         |
| 12.                 | «Never Enders»                             |                                  | 3:33         |
| Общая длительность: | Общая длительность:                        | Общая длительность:              | 46:23        |

## Участники записи
- Гаррет Рэпп — вокал
- Дэвин Кинг — соло-гитара
- Аарон Сандерс — ритм-гитара
- Джастин Хисер — бас-гитара, бэк-вокал
- Стив Кэри — барабаны

## Позиции в чартах
| Чарт                   | Позиция |
| ---------------------- | ------- |
| Billboard 200          | 106     |
| Top Heatseekers        | 1       |
| Top Independent Albums | 22      |